# Obsjtina Sevlievo
Obsjtina Sevlievo (bulgariska: Община Севлиево) är en kommun i Bulgarien.   Den ligger i regionen Gabrovo, i den centrala delen av landet, 150 km öster om huvudstaden Sofia. Antalet invånare är 24 065. Arean är 47 kvadratkilometer.
Terrängen i Obsjtina Sevlievo är platt åt sydväst, men åt nordost är den kuperad.
Obsjtina Sevlievo delas in i:
- Agatovo
- Batosjevo
- Berievo
- Bogatovo
- Gorna Rositsa
- Damjanovo
- Dobromirka
- Dusjevo
- Kormjansko
- Kramolin
- Krusjevo
- Krăvenik
- Lovnidol
- Petko Slavejkov
- Rjachovtsite
- Sennik
- Stokite
- Stolăt
- Sjumata
- Burja

Följande samhällen finns i Obsjtina Sevlievo:
- Sevlievo

Omgivningarna runt Obsjtina Sevlievo är en mosaik av jordbruksmark och naturlig växtlighet. Runt Obsjtina Sevlievo är det ganska glesbefolkat, med 43 invånare per kvadratkilometer.

## Vänorter
- Babrujsk, Vitryssland
- Biel, Schweiz
- Valašské Meziříčí, Tjeckien
- Gevgelija, Nordmakedonien
- Legionowo, Polen